# Michelle Struijk
Pour les articles homonymes, voir Struijk.
Michelle Struijk née le 24 juin 1998, est une joueuse de hockey sur gazon belge. Elle évolue au poste de milieu de terrain / attaquante à l'Antwerp et avec l'équipe nationale belge.

## Carrière
Elle a été appelée en équipe première pour concourir à la Coupe du monde 2018 à Londres.